# Łukasz Górka (1482–1542)
Łukasz Górka herbu Łodzia (ur. 1482, zm. 14 października 1542) – biskup kujawsko-pomorski od 1538 roku, starosta generalny Wielkopolski w latach 1508–1535, wojewoda poznański w latach 1535–1537, kasztelan poznański w latach 1511–1535, kasztelan lędzki w latach 1507–1511, kasztelan spicymierski do 1507 roku, starosta Drahimia przed 1493 rokiem do 1504 roku i w 1509 roku, starosta Gniezna w latach 1511-(1542), starosta Kościana w (1538)–1492–1493 roku, starosta Międzyrzecza w latach 1509–1522, starosta Pobiedzisk w latach 1493–1519, starosta Wałcza w latach 1498–1504, i 1513–(1542), starosta Wielenia i Wronek w latach (1511)–1515–1528–(1542), starosta Koła w 1519 roku.

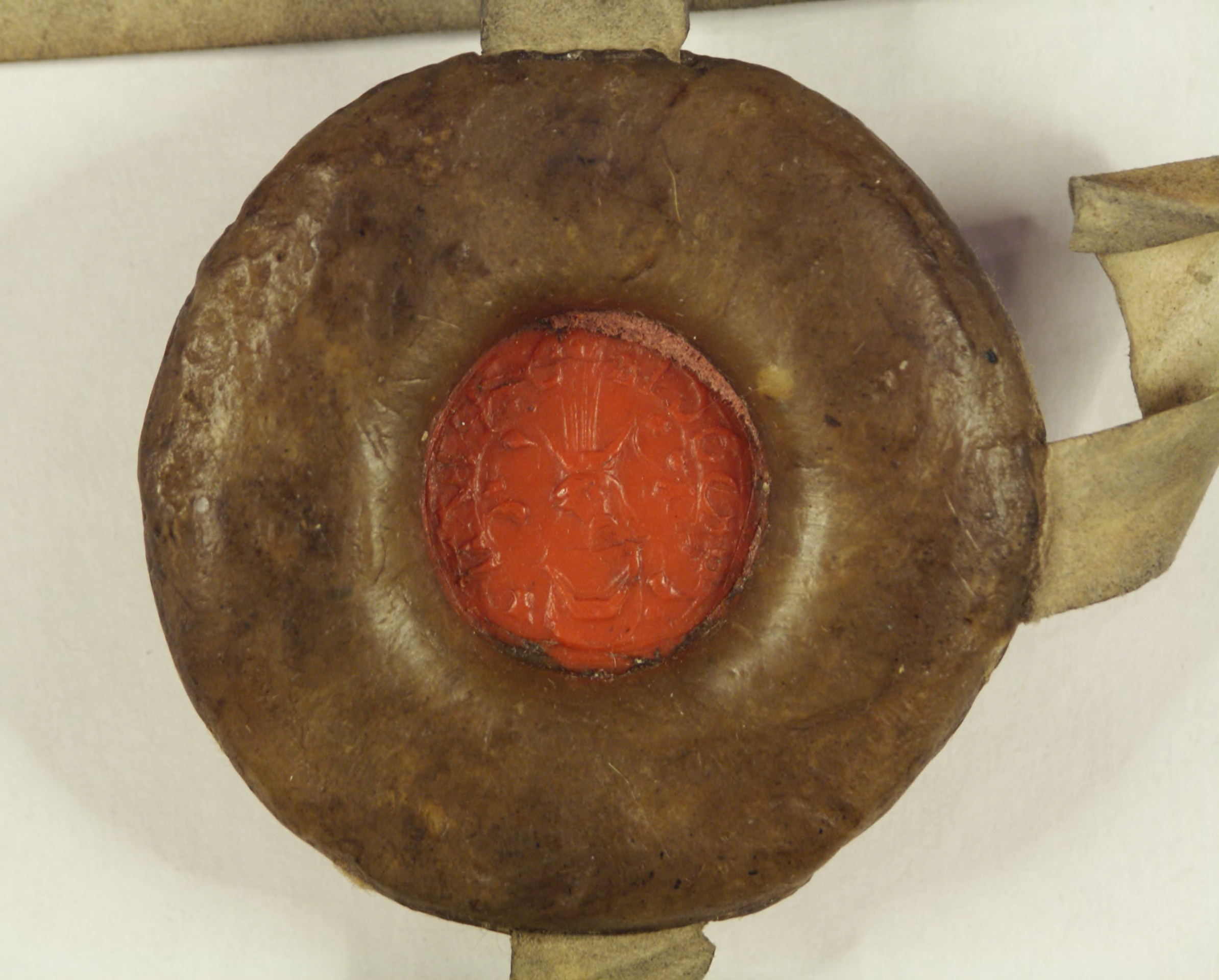
Pieczęć Łukasza Górki z dokumentu z 1528 r. (ze zbiorów Archiwum Państwowego w Poznaniu)

## Życiorys
Urodził się w 1482 jako syn Mikołaja II Górki – kasztelana gnieźnieńskiego i Barbary z Kutna, jednak wychował go stryj – Uriel Górka. W 1499 został kasztelanem spicimirskim, od 1503 wspólnie z Andrzejem Szamotulskim, swoim teściem, nadzorował wielkopolską mennicę. W 1507 otrzymał kasztelanię lędzką, a w następnym roku został starostą generalnym Wielkopolski. Zastawem za pożyczki udzielone skarbowi trzymał zamki w Drahimiu i Wałczu. Wykupił również Skwierzynę i Międzyrzecz. Będąc w posiadaniu głównych pogranicznych zamków, wchodził w częste zatargi graniczne z elektorem brandenburskim. Podpisał dyplom elekcji Zygmunta I Starego na króla Polski i wielkiego księcia litewskiego na sejmie w Piotrkowie 8 grudnia 1506 roku. W 1511 awansował na krzesło w senacie, otrzymując kasztelanię poznańską.
W polityce skrupulatnie przestrzegał sankcji handlowych wobec Wrocławia, łamiąc je jednocześnie wobec Frankfurtu nad Odrą. Łamał również prawo składu miast w Wielkopolsce, faworyzując Kalisz. W 1512 posłował na Węgry do Barbary Zápoyli, a w 1513 do Szczecina, gdzie bez skutku pośredniczył w rokowaniach w sprawie zbliżenia między królem Zygmuntem Starym a księciem Bogusławem X. Tę samą sprawę popierał wraz z prymasem Janem Łaskim na zjeździe senatorów wielkopolskich w 1517. W 1518 był w orszaku witającym Bonę Sforzę, a w 1519 stłumił opór poznańskich mieszczan wobec nowych rozporządzeń królewskich.
Podczas wojny z zakonem krzyżackim w 1520 wytyczył nowe szlaki handlowe do Drezdenka i Stargardu oraz ubezpieczał granice Wielkopolski przed zaciężnymi wojskami idącymi na pomoc Krzyżakom. W tym samym roku na sejmie w Bydgoszczy nie udało mu się wymóc wzmocnienia swoich sił, co przyczyniło się do wkroczenia Niemców do Międzyrzecza. Słabość oddziałów pozwoliła jedynie na opóźnianie marszu wroga, a mimo to oskarżano go o brak udziału Wielkopolski w obronie południowo-wschodnich rubieży Rzeczypospolitej. W 1521 bronił na sejmiku w Środzie Wielkopolskiej prawa magnatów do wyznaczenia części posłów. Rok później wymógł na radzie miejskiej Poznania publiczne spalenie książek luterańskich. W 1526 towarzyszył Zygmuntowi Staremu w drodze do Prus i Gdańska, podczas której nawiązał bliskie kontakty z Albrechtem Hohenzollernem. Jako zwolennik cesarza Karola V, za zgodą króla, przeciwdziałał gromadzeniu się w Wielkopolsce wojsk zaciężnych zmierzających do Jana Zápolyi. W 1530 uczestniczył w spotkaniu posłów polskich, węgierskich, czeskich i saskich. Stopniowo zbliżał się politycznie do księcia Albrechta i cesarza Karola, zaś z dworem królewskim stosunki stawały się coraz bardziej napięte. W 1534 cesarz nadał mu tytuł hrabiego Świętego Cesarstwa Rzymskiego, a w 1535 objął urząd wojewody poznańskiego, zrzekając się na rzecz syna Andrzeja starostwa generalnego. W tym samym roku bronił Krzysztofa Hegendorfera przed oskarżeniami o herezję.
W 1537 jako komisarz królewski na sejmie w Toruniu zobowiązał się bronić przywilejów miast pruskich wobec króla. W grudniu zmarł dotychczasowy biskup kujawski; ku zaskoczeniu wszystkich (również papiestwa) w 1538 Górka złożył urzędy i uzyskał królewską nominację na to stanowisko. Latem, gdy doszła zgoda papieża Pawła III, przyjął w poznańskiej katedrze zarówno święcenia kapłańskie jak i sakrę biskupią. W 1540 bezskutecznie ubiegał się o prymasowstwo. Diecezją się nie interesował, rezydował stale w Poznaniu lub Szamotułach. W 1542 sejm mianował go jednym z sędziów w sprawie Poznania, który został obłożony ekskomuniką w sporze z kapitułą.
Zagrożenie szybko rozprzestrzeniającą się reformacją zmusiło go w końcu do udania się do diecezji, lecz na początku podróży rozchorował się we Wronkach i 14 października 1542 zmarł w Szamotułach. Pochowano go w wystawionej przez niego kaplicy w katedrze włocławskiej. Za życia słynął z chciwości. Jego majątek obejmował miasta (odziedziczone): Bnin, Czempiń, Czerniejewo, Górkę (obecnie Miejska Górka), Koźmin, Kórnik i Sieraków oraz nadane przez króla: Wieleń i Wronki, a także pochodzące z posagu żony Katarzyny (jedynego dziecka i spadkobierczyni Andrzeja Szamotulskiego) Turobin (w ziemi chełmskiej) i połowa Szamotuł. Ze związku miał syna Andrzeja i córki: Annę (po mężu Kmitę) i Katarzynę (po mężu Odrowąż).